# Anathallis rudolfii
Anathallis rudolfii es una especie de orquídea epífita originaria de Brasil donde se encuentra en la mata atlántica.

## Taxonomía
Anathallis rudolfii fue descrito por (Pabst) Pridgeon & M.W.Chase y publicado en Lindleyana 16(4): 250. 2001.
Sinonimia
- Panmorphia rudolfii (Pabst) Luer
- Pleurothallis lasioglossa Schltr. ex Hoehne
- Pleurothallis rudolfii Pabst
- Specklinia rudolfii (Pabst) Luer[2][4][5]